# Лёндек-Здруй (гмина)
Лёндек-Здруй (пол. Lądek-Zdrój) — городско-сельская гмина (волость) в Польше, входит как административная единица в Клодзский повет, Нижнесилезское воеводство. Население 8905 человек (на 2004 год).

## Демография
| Перепись                       | Всего   | Всего | Женщины | Женщины | Мужчины | Мужчины |
| ------------------------------ | ------- | ----- | ------- | ------- | ------- | ------- |
| Единицы                        | человек | %     | человек | %       | человек | %       |
| Население                      | 8905    | 100   | 4679    | 52,5    | 4226    | 47,5    |
| Плотность населения (чел./км²) | 75,9    | 75,9  | 39,9    | 39,9    | 36      | 36      |

## Поселения
1. Лёндек-Здруй
2. Конты-Быстшицке
3. Конрадув
4. Лютыня
5. Орловец
6. Радохув
7. Скшинка
8. Стуйкув
9. Тшебешовице
10. Вуйтувка

## Соседние гмины
1. Гмина Быстшица-Клодзка
2. Гмина Клодзко
3. Гмина Строне-Слёнске
4. Гмина Злоты-Сток